# Майский просек
Ма́йский про́сек (до 1940-х годов (либо до 1928 года) — Майский проспект; ранее также — Майская аллея) — просек, расположенный в Восточном административном округе города Москвы на территории района Сокольники.

## История
Просек получил современное название в 1940-х годах (по другим данным — в 1928 году), до этого носил название Майский проспект, данное по майским народным гуляньям, проходившим в Сокольниках с XVIII века. По приказу Петра I в те времена в Сокольничьей роще была прорублена Майская аллея. Пётр I в день празднования весны 1 мая устраивал здесь застолья для своих друзей из слободы Кукуй — иноземных мастеров и ремесленников, накрывались специальные столы, на них расставляли вина и закуски.

## Расположение
Майский просек проходит по территории парка «Сокольники» от проезда Сокольнического Круга на северо-восток, пересекает Митьковский проезд, проходит между Верхним и Нижним Майскими прудами (расположены западнее и восточнее просека, соответственно) и далее проходит до Богородского шоссе, за которым продолжается как Олений проезд. На всём протяжении просек представляет собой лиственничную аллею. Нумерация домов начинается от проезда Сокольнического Круга.

## Примечательные здания и сооружения
По нечётной стороне:
- дом 1Б — симфоническая эстрада парка «Сокольники»
- вл. 5, стр. 1 — Храм Тихона Задонского на Ширяевом поле в Сокольниках.

## Транспорт

### Наземный транспорт
По Майскому просеку не проходят маршруты наземного общественного транспорта. У северо-восточного конца просека, на Богородском шоссе, расположена остановка «Майский просек» автобусного маршрута № 75.

### Метро
- Станции метро «Сокольники» Сокольнической линии и «Сокольники» Большой кольцевой линии (соединены переходом) — южнее просека, на Сокольнической площади.